# Afromochtherus kolodrilus
Afromochtherus kolodrilus là một loài ruồi trong họ Asilidae. Afromochtherus kolodrilus được Londt miêu tả năm 2002. Loài này phân bố ở vùng nhiệt đới châu Phi.